# Парамарді
Парамарді (Парамардіварман) (гінді परमर्दिदेव; бл. 1161 — 1203) — магараджахіраджа Джеджа-Бхукті близько 1166—1203 роках. Був останнім з могутніх правителів своєї династії. Напис на мідній плиті в Семрі вихваляє його як того, хто перевершив Макарадваджу красою і величю, Брігаспаті — мудрістю та Юдгіштхіру — щирістю. Кам'яний напис Багарі в Батешварі приписує йому військові перемоги та стверджує, що інші царі схилялися перед ним, але не називає жодного з них. Наприкінці життя зазнав поразки від війська Гуридів.

## Життєпис
Походив з династії Чандела. Син Яшовармана II, після смерті якого близько 1166 року посів трон. На той час йому було близько 5 років. Ймовірно спочатку правила регентська рада. Війська Чандела до 1170 року завдали тяжкої поразки Джаясімсі Калачура, магараджахіраджи Чеді-Дагали, відвоювавши долиною річки Тамса на північ від хребта Каймур.
Ймовірно з цього часу майже 10 років насолоджувався відносним спокоєм і миром, що сприяло розвитку господарства, ремесел та торгівлі. Активно будувалися храми та створювалися водойми. Відомі численні золоті монети Параварді. Разом з тим відмові його грабіжницькі володи проти Віндхіявармана Парамара, магараджахіраджи Малави, що в той час потерпав від нападів практично усіх сусідів.
1182 року почалася війна з Прітхвіраджом III Чауханом, магараджахіраджею Адмера і Делі. Причиною за легендою був конфлікт 1171 року, коли останній повертався з весілля в Каннауджі, пройшов через володіння Чандела, випадково порушивши недоторканість саду Парамарді. Втім дивно, що фактична війна почалася через 10 років. Тому, більшість дослідників вважає це черговим міфом. Війська Чандела зазнали тяжкої поразки, внаслідок чого ворог зміг сплюндрувати частину володінь Парамарді, після виснажливої облоги захопити важливу фортецю Сірсагарх. Водночас Парамарді зумів переконати Джаячандру Гаґавадала, магараджу Каннауджу, виступити на своєму боці. Сам Парамарді відступив до фортеці Каланджара, призначивши сенапаті (головнокомандувачем) свого брата Брахмаджіта. Останній в битві на річці Бетва (за іншим варіантом біля столиці Магоба) зазнав тяжкої поразки й загинув. Ворог захопив та розграбував столицю Чандела.
За цим Парамарді було оточено в Каланджарі. Згідно легенди Чандела здався. На шляху до Делі його звільнив васал Індал кумар. За Парамарді начебто від сорому наклав на себе руки. Втім відомо, що він панував ще майже 20 років. За ще одними відомостями Самарджит зумів відвоювати Магобу. За написами відомо, що Каланджара не було захоплено ворогом, а 1184 року вже тут повноцінно панував Парамарді. Тому ймовірніше він зміг витримати облогу, а потім повернути усі володіння.
Втім ймовірно війни з Чаухан тривали десь до початку 1190-х років. Поразка й загибель 1192 року Прітхвіраджа III у війні султана Мухаммада Ґорі призвела до того, що до кордонів Джеджа-Бхукті наблизилися володіння Гуридського султанату. Разом з тим Парамарді не надав жодної допомоги під час декілької вторгнення гуридських військ до володінь Гаґавадалів.
1202 року мусульманське військо на чолі із Айбеком взяло в облогу Каланджару, який після тривалої облоги було захоплено. за свідченнями мусульманських істориків внаслідок грабунку навколишніх міст ворог захопив у полон 50 тис. осіб. Параварді вимушений був визнати зверхність Гуридів та зобов'язатися платити данину. Припускають, що це викликало невдоволення знаті, внаслідок чого Параварді було повалено й замінено на троні сином Трайлок'я-варманом.

## Творчість і меценатство
Парамарді був освіченою людиною, і йому приписують авторство панегірика Шиві, написаного на камені в Каланджарі. Активно підтримував вчених, поетів, інших літераторів, митців. ЯЯк і його попередники, незважаючи на прихільність до шиваїзму, був терпимим до буддистів, джайнів і вайшнавів, дозволяючи їм споруджувати власні храми. Під час його правління в різних місцях було встановлено кілька зображень джайнських тіртханкар.